# موزه هنر اسلامی برلین
موزهٔ هنرِ اسلامی آلمانی: Museum für Islamische Kunst در موزه پرگامون قرار دارد و بخشی از Staatliche Museen zu Berlin است.

## مجموعه
موزه دارای آثار گوناگونی از هنر اسلامی از قرن ۷ تا ۱۹ میلادی از هند تا اسپانیا است.

### اشیاء مهم مجموعه
به دلیل اندازه، اهمیت تاریخی هنر یا محبوبیت بین بازدیدکنندگان موزه، قابل توجه‌ترین آنها عبارتند از:
- نمای مشاتا
- اتاق حلب دیواری از خانه یک دلال در حلب سوریه است که در دوره عثمانی به بهره‌برداری رسید.[۱]
- گنبد از الحمرا[۲][۳][۴]
- محراب از کاشان
- محراب از قونیه
- فرش اژدها - ققنوس، آسیای صغیر، اوایل قرن پانزدهم.
- میز تاشو قرآن، آسیای صغیر (قونیه)، قرن سیزدهم
- هنر کتاب (نمایشگاه در حال تغییر در کابینت هنر کتاب).

این موزه علاوه بر نمایشگاه دائمی، نمایشگاه‌هایی از هنر مدرن جهان اسلام را نیز در سال ۲۰۰۸ به نمایش می‌گذارد، به‌عنوان مثال «لذت ترکی» (طراحی معاصر ترکیه) و «نقش» (جنسیت و الگوها در ایران).

در سال ۲۰۰۹، موزه مجموعه‌ای از هنر اسلامی را از کلکسیونر لندنی ادموند دی اونگر (۱۹۱۸–۲۰۱۱) به‌عنوان امانت دائمی دریافت کرد، به‌اصطلاح «مجموعه Keir» که قبلاً در خانه‌اش در Ham, Surrey قرار داشت. این مجموعه که بیش از ۵۰ سال گردآوری شده‌است، شامل ۱۵۰۰ اثر هنری است که ۲۰۰۰ سال را در بر می‌گیرد و یکی از بزرگ‌ترین مجموعه‌های خصوصی هنر اسلامی است. بیش از صد نمایشگاه از مجموعه Keir برای اولین بار در سال ۲۰۰۷/۲۰۰۸ در نمایشگاه ویژه Sammlerglück به نمایش گذاشته شد. هنر اسلامی از مجموعه Edmund de Unger در موزه پرگامون به عموم مردم ارائه شد. نمایشگاه ویژه دیگری با بخش‌هایی از این امانت از مارس ۲۰۱۰ به عنوان بخشی از نمایشگاه دائمی موزه هنرهای اسلامی با عنوان Sammlerglück برگزار شد. شاهکارهای هنر اسلامی از مجموعه کیر. در ژوئیه ۲۰۱۲، همکاری بین موزه‌های ملی در میراث فرهنگی برلین-پروس و صاحبان مجموعه ادموند د اونگر خاتمه یافت و این مجموعه که در ابتدا به عنوان وام بلندمدت در نظر گرفته شده بود، پس گرفته شد. دلایل ارائه شده ایده‌های متفاوتی در مورد چگونگی ادامه کار با مجموعه بود.

Collection Highlights
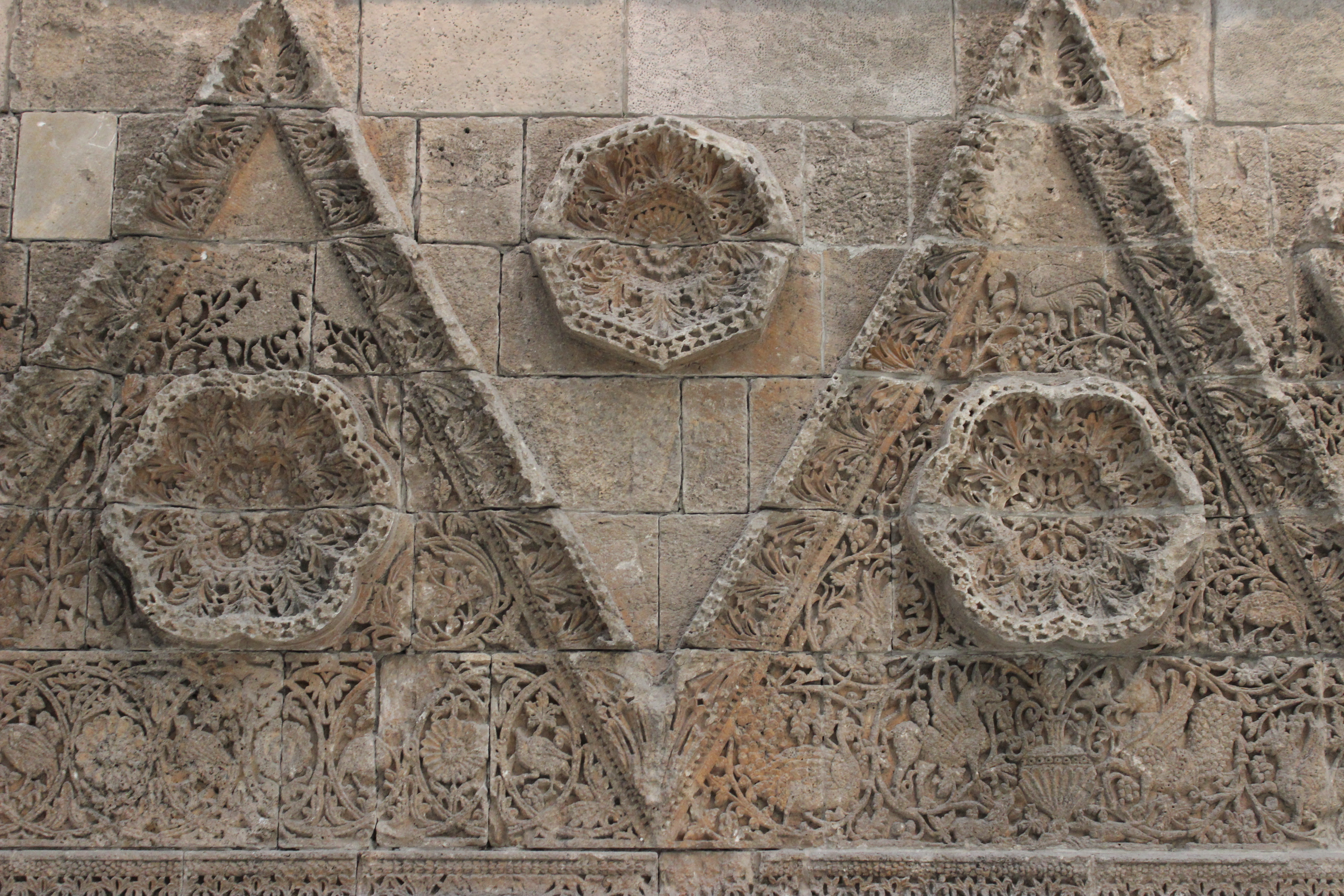
نمای Mshatta (جزئیات)، اواسط قرن هشتم
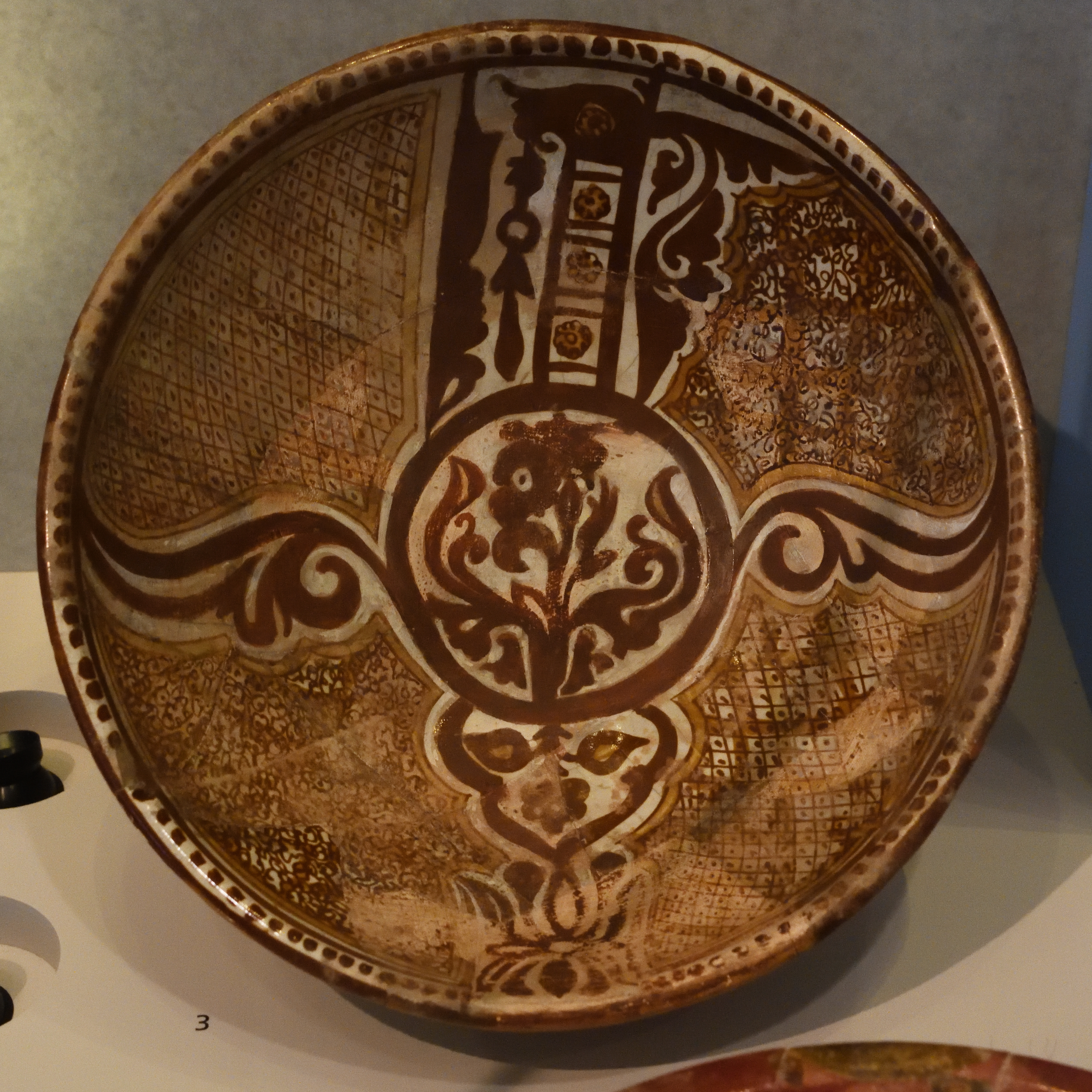
کاسه ای از سامرا عباسی ، قرن نهم
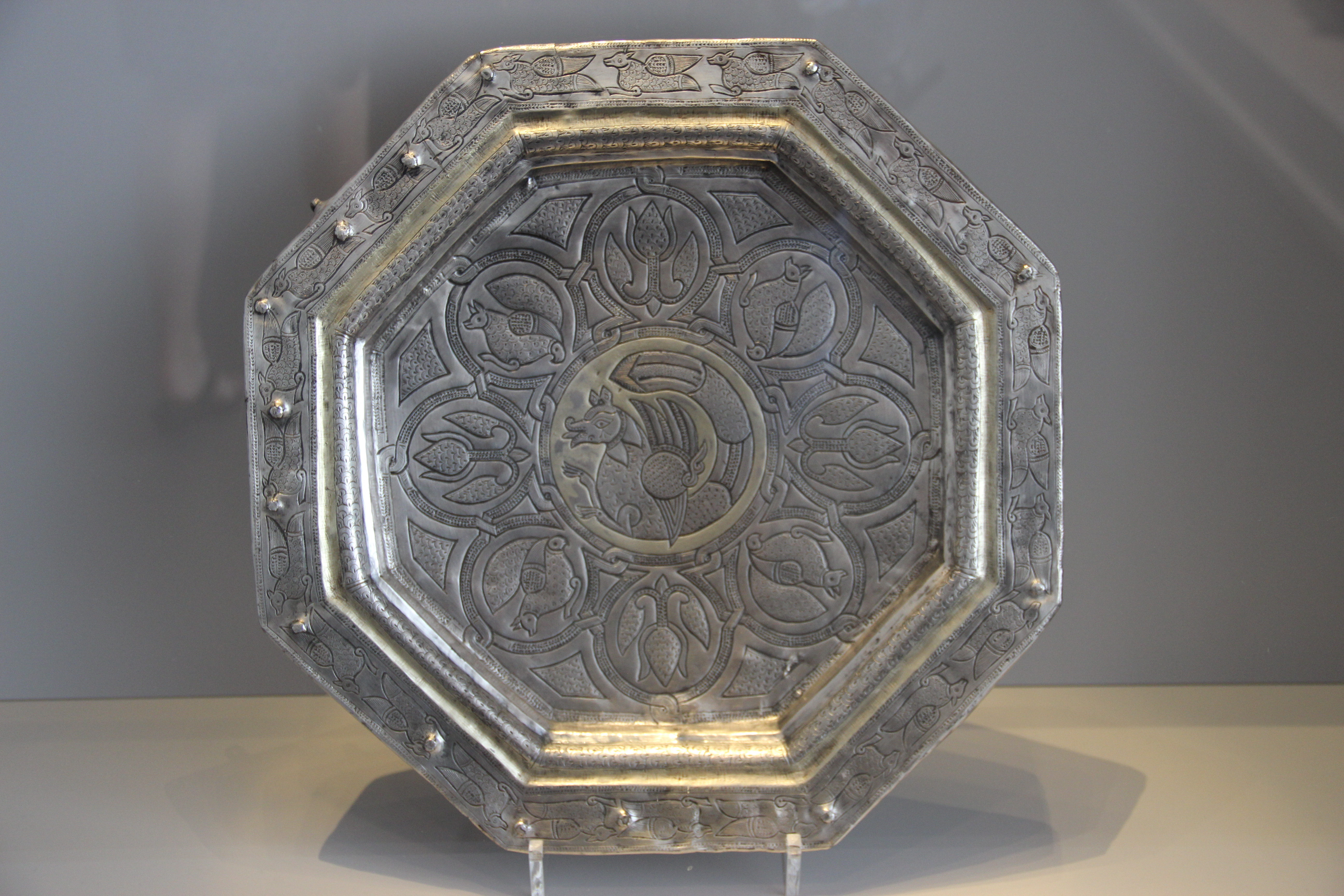
پلاتر سیمرغ سامانی ، قرن دهم
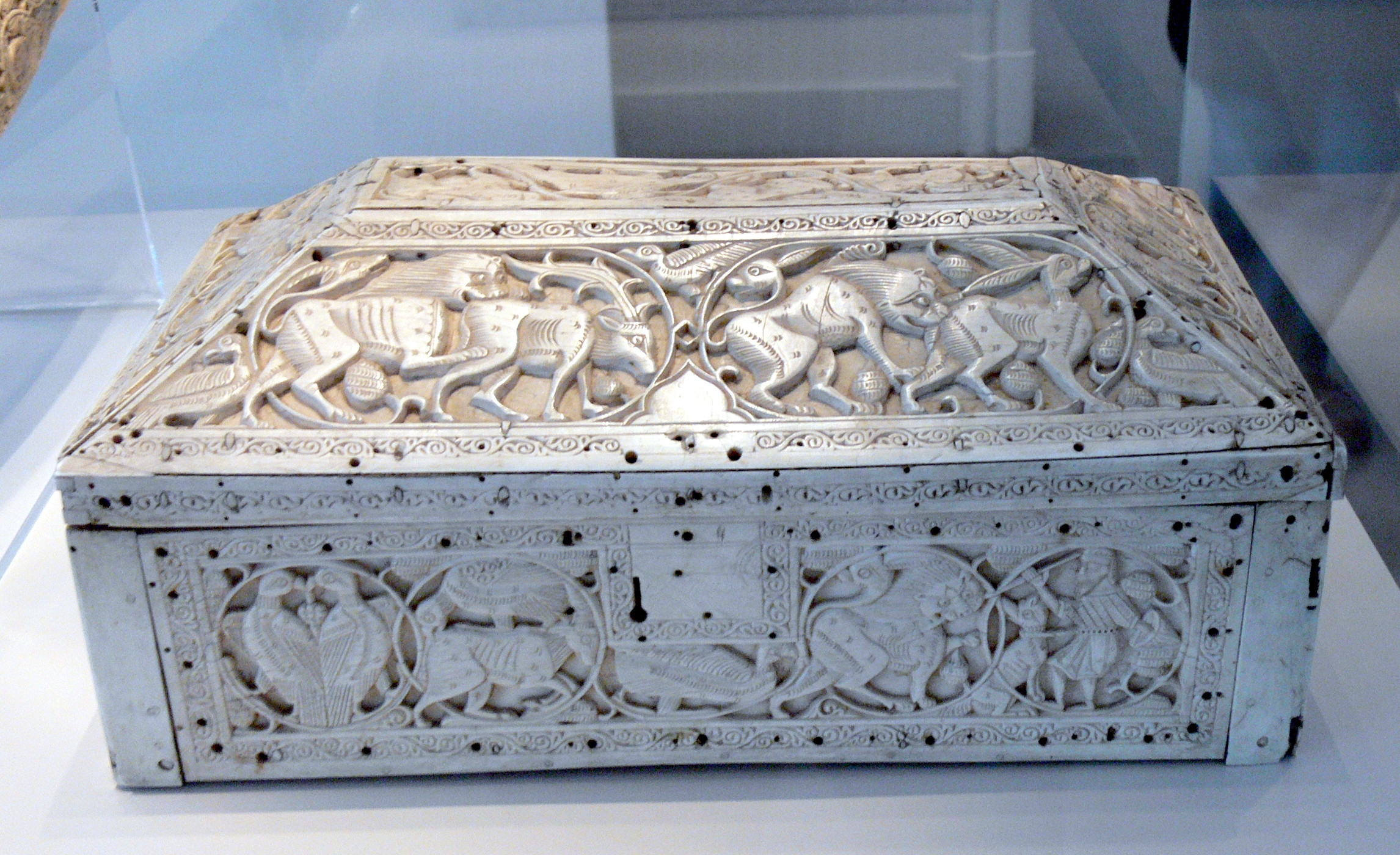
تابوت عاج سیکولو-عربی ، قرن یازدهم
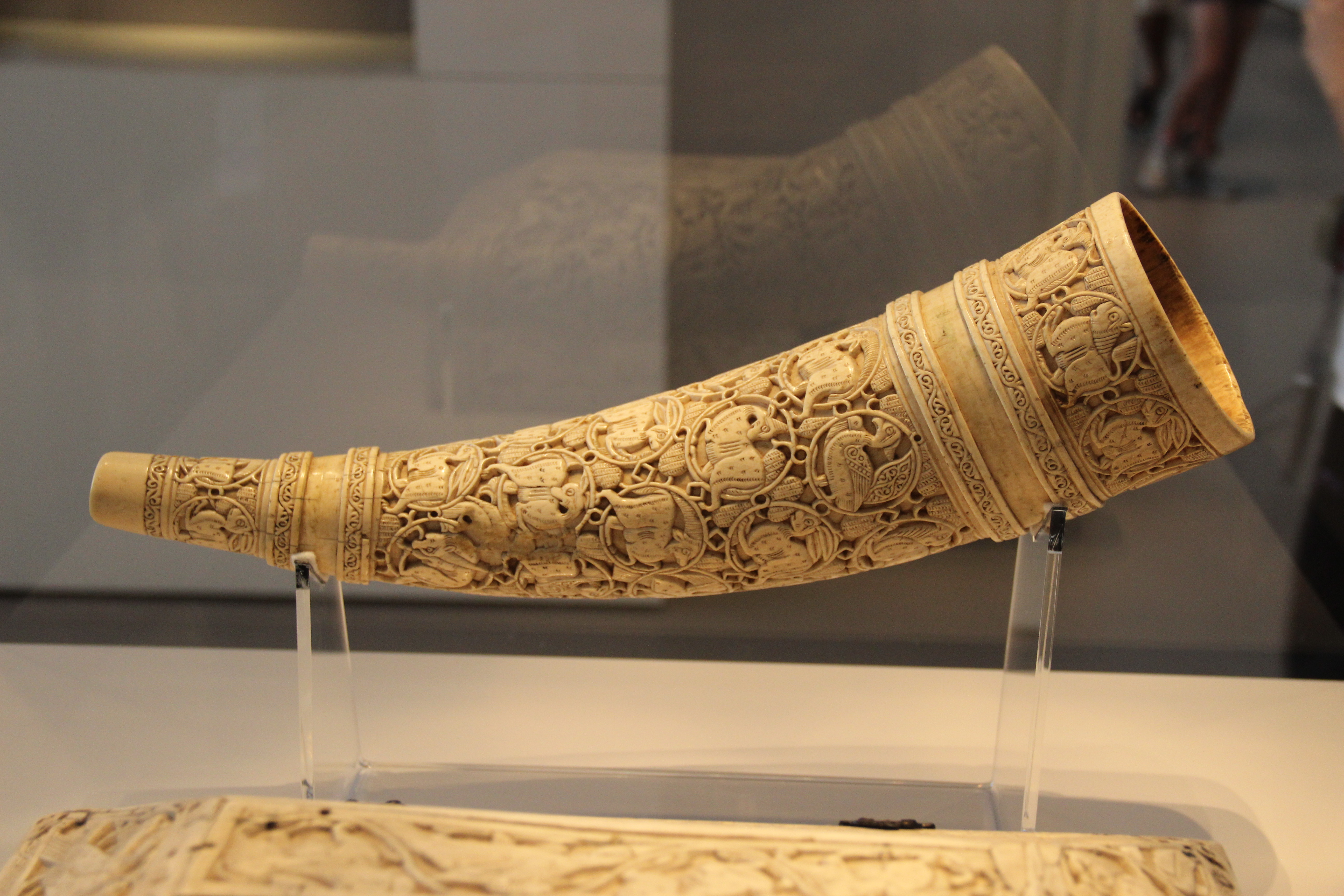
بوق سیگنال (olifant) از عاج با تزئینات فیگوری، ایتالیای پایین یا سیسیل، قرن ۱۱-۱۲
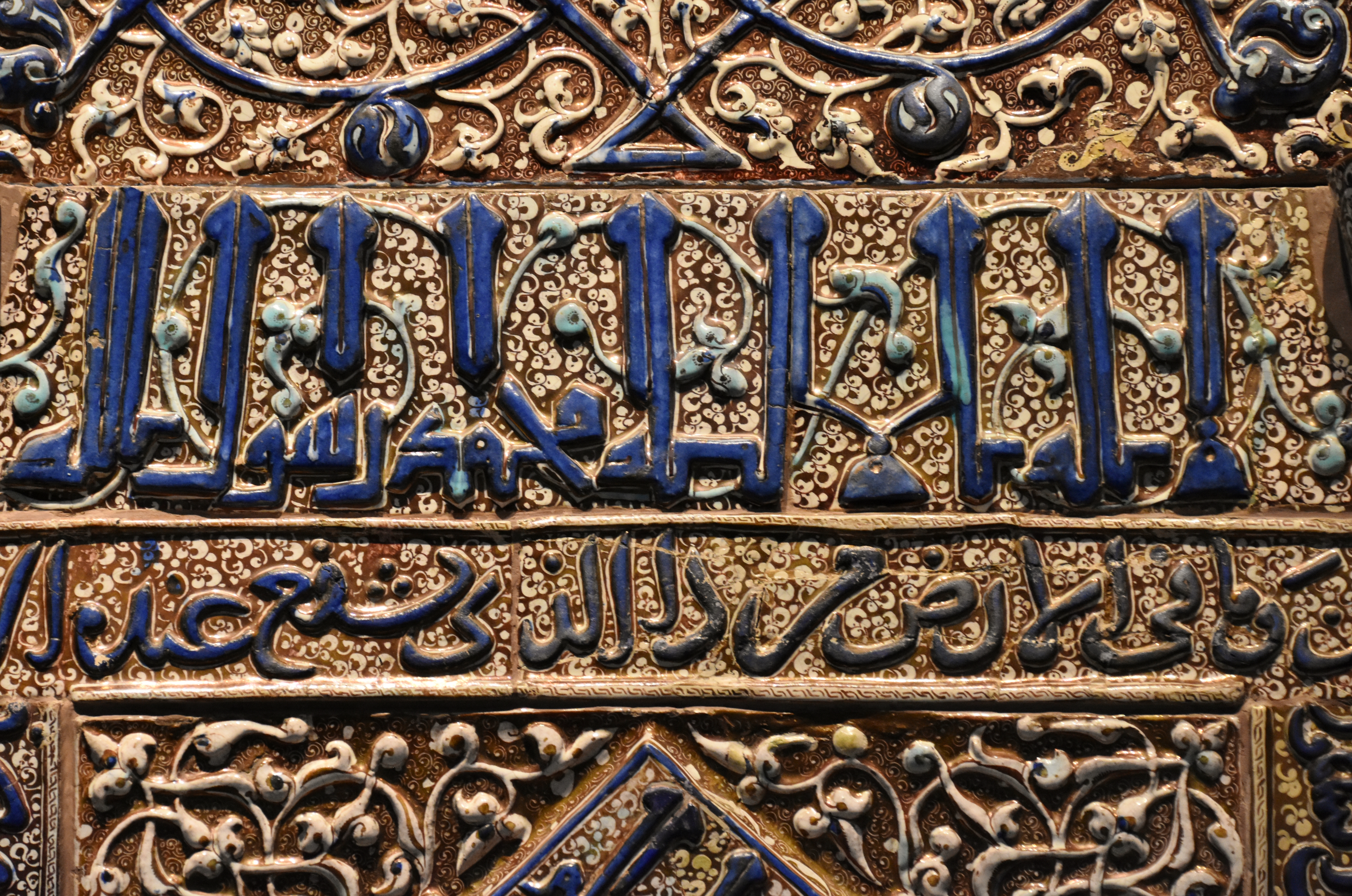
محراب از کاشان (تفصیل)، ۱۲۲۶
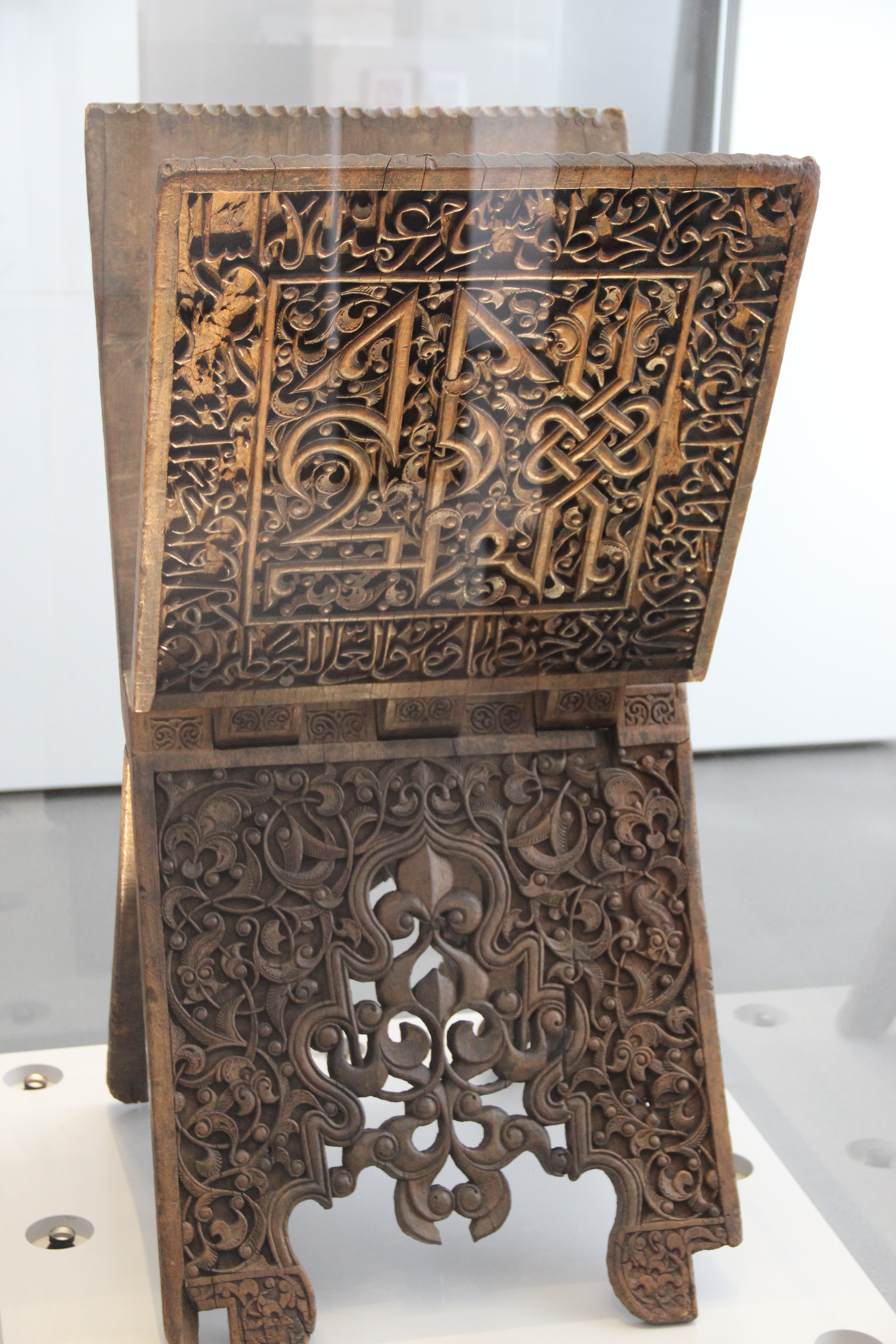
میز تاشو قرآن سلجوقی ، اواسط قرن سیزدهم
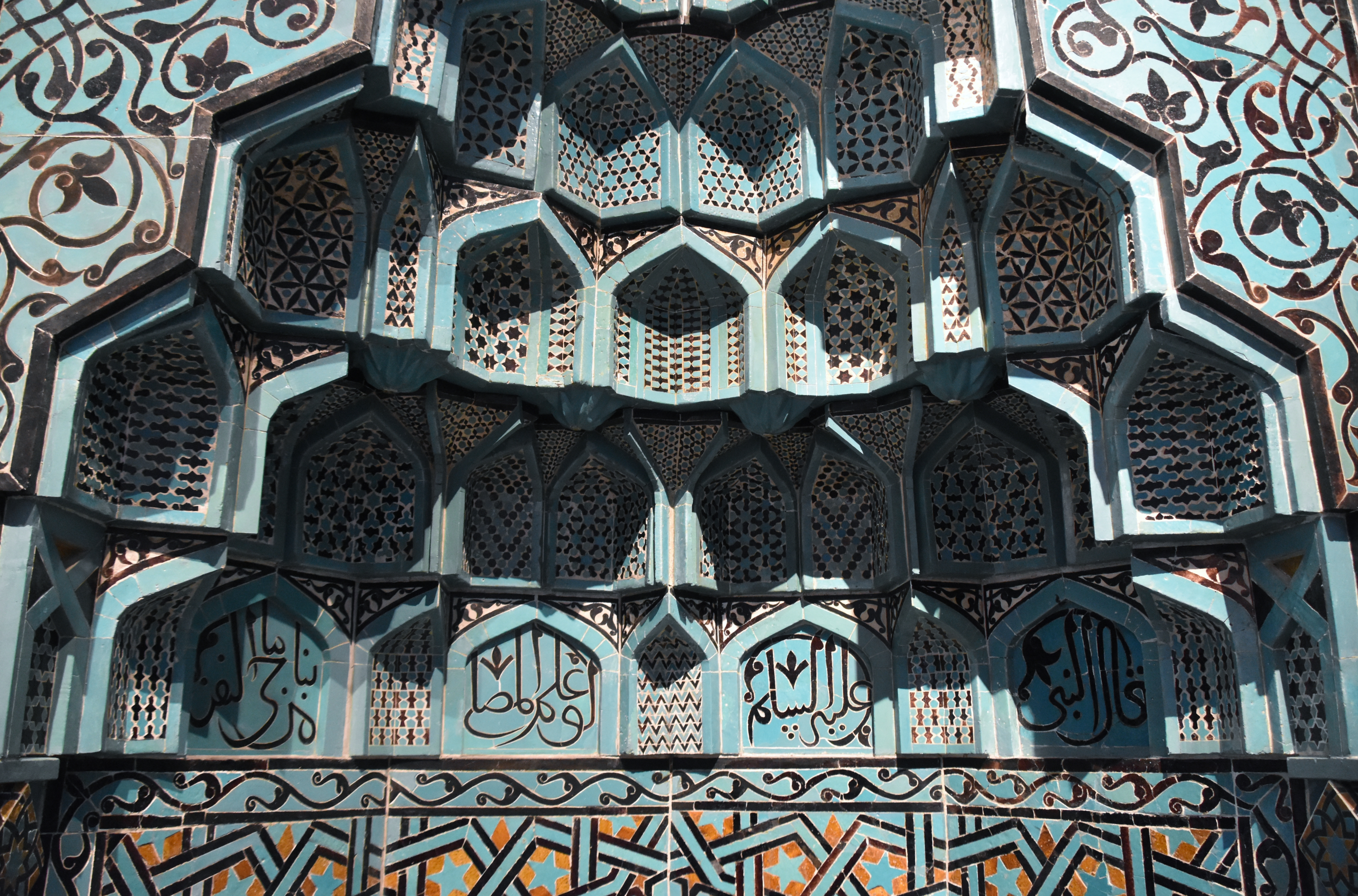
محراب از قونیه (جزئیات)، قرن سیزدهم
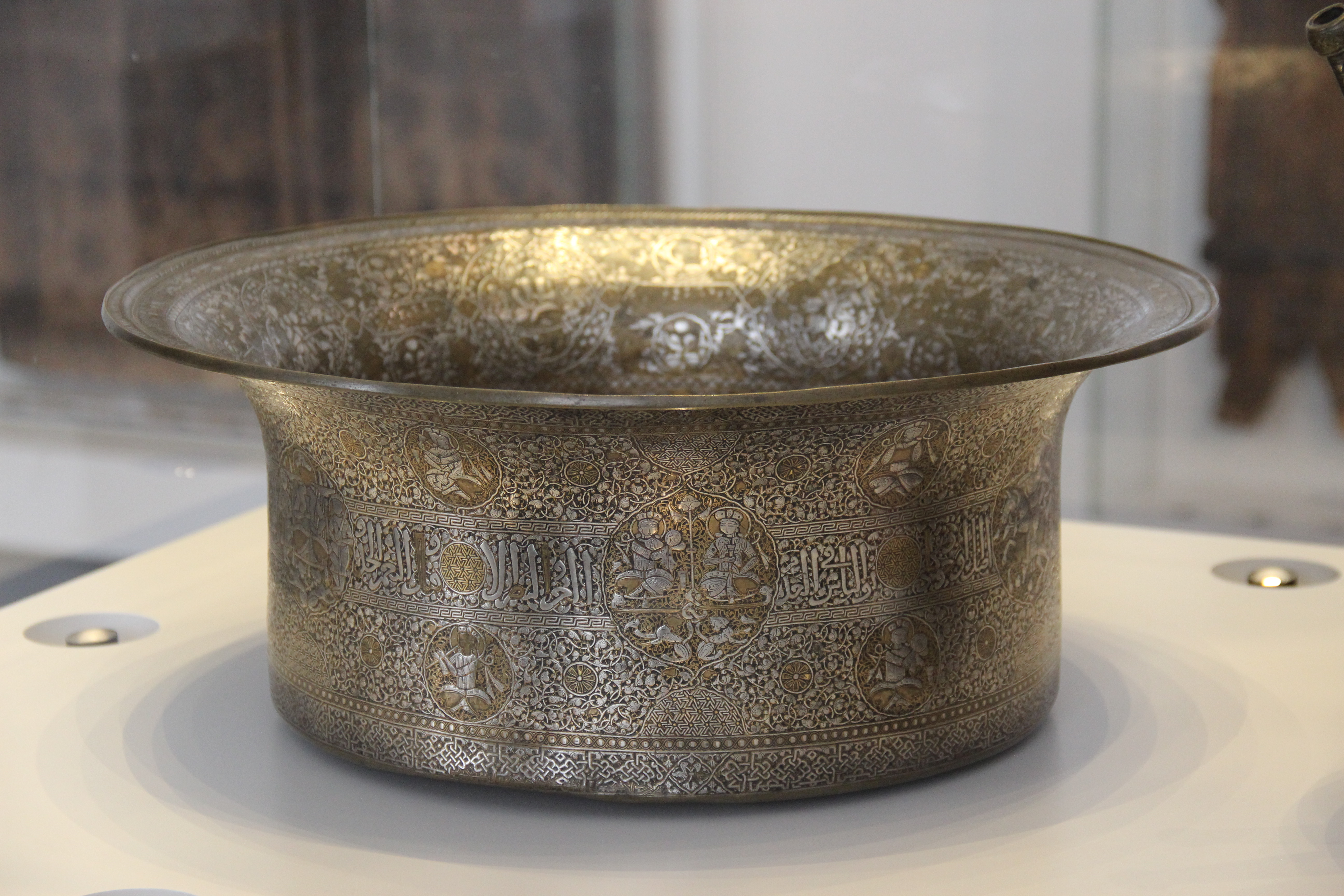
حوض شستشو از موصل ، ۱۲۵۱ - ۱۲۷۵
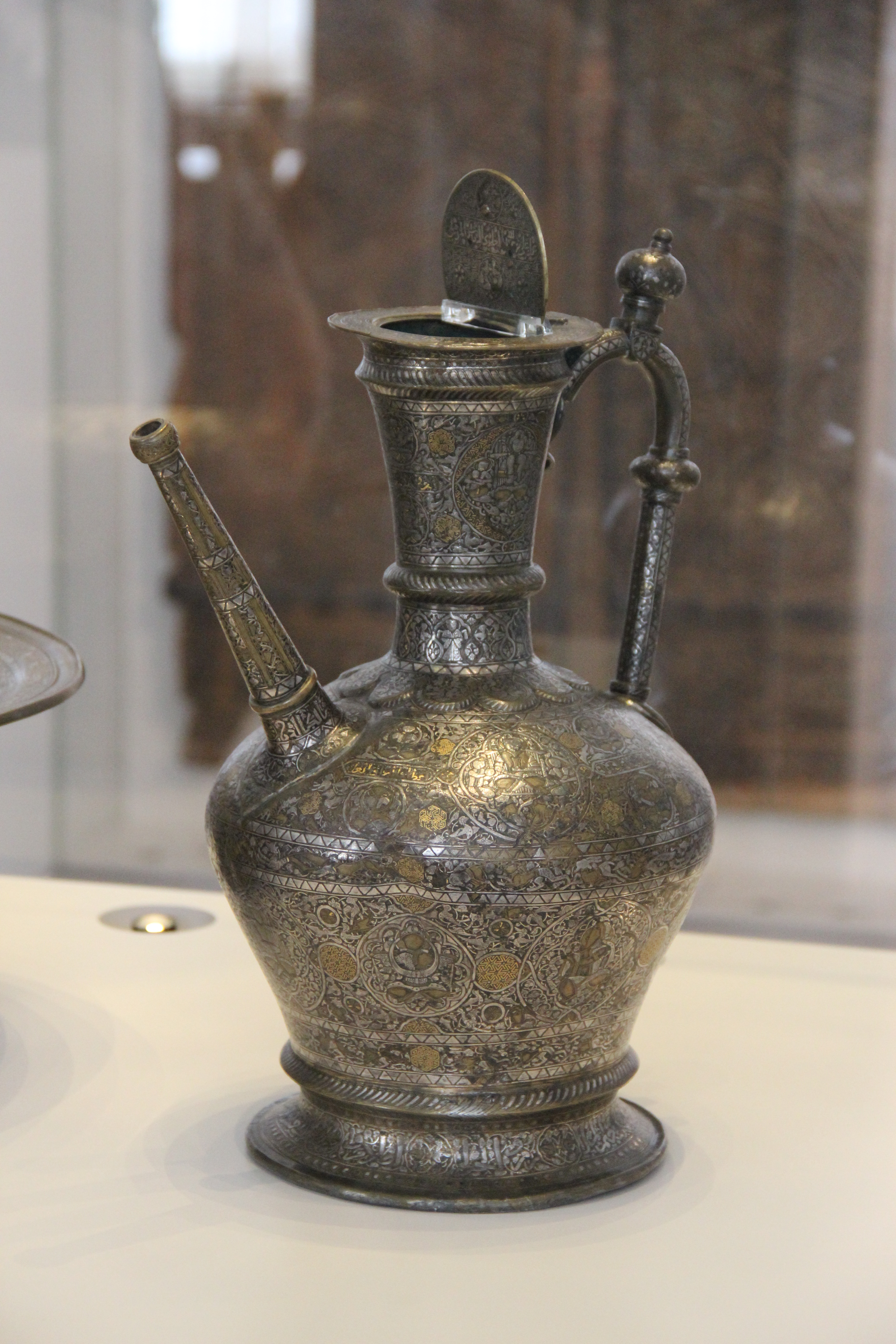
پارچ از موصل، ۱۲۵۱ - ۱۲۷۵
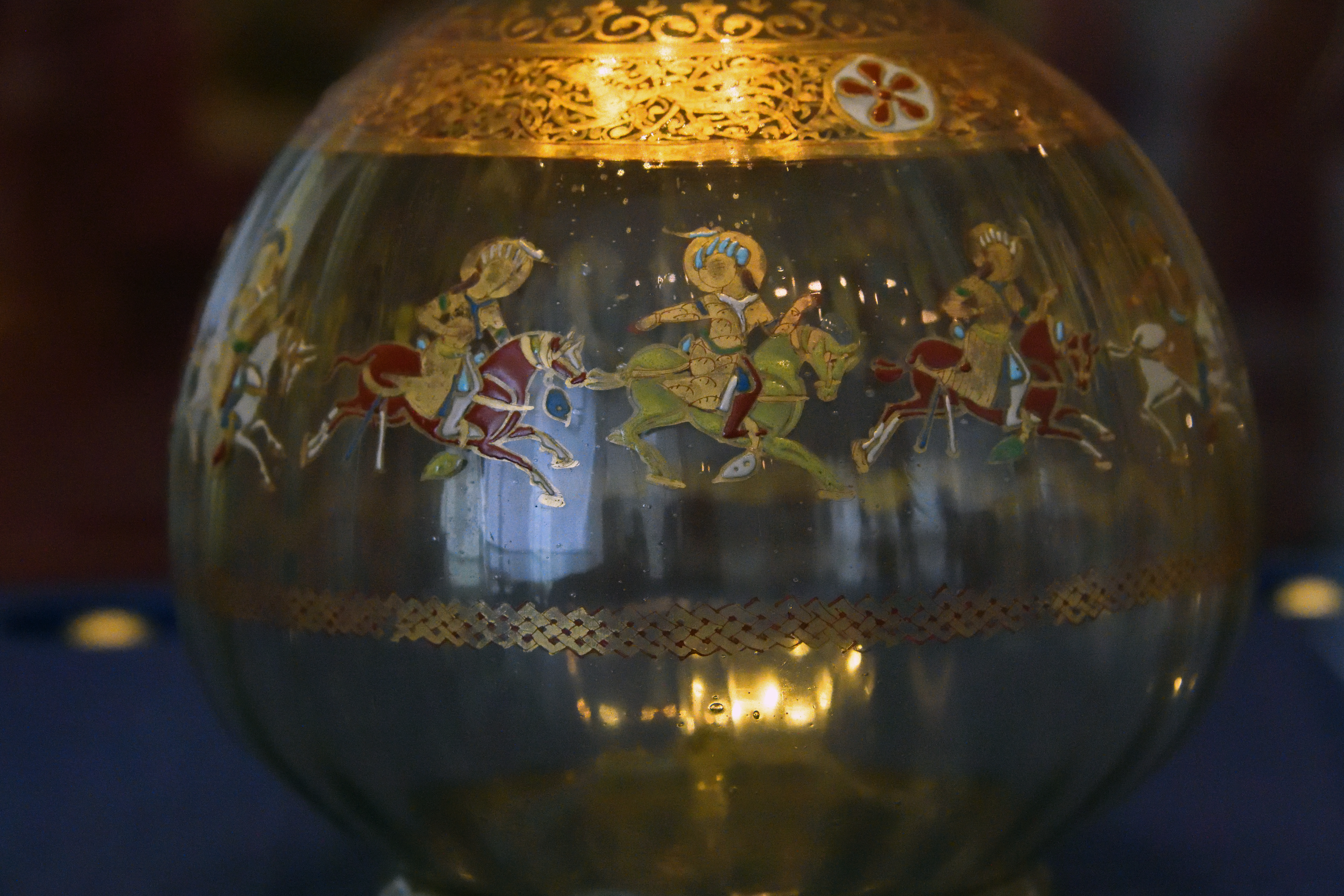
بطری مملوک با چوگان سواران (جزئیات)، ج. ۱۳۰۰
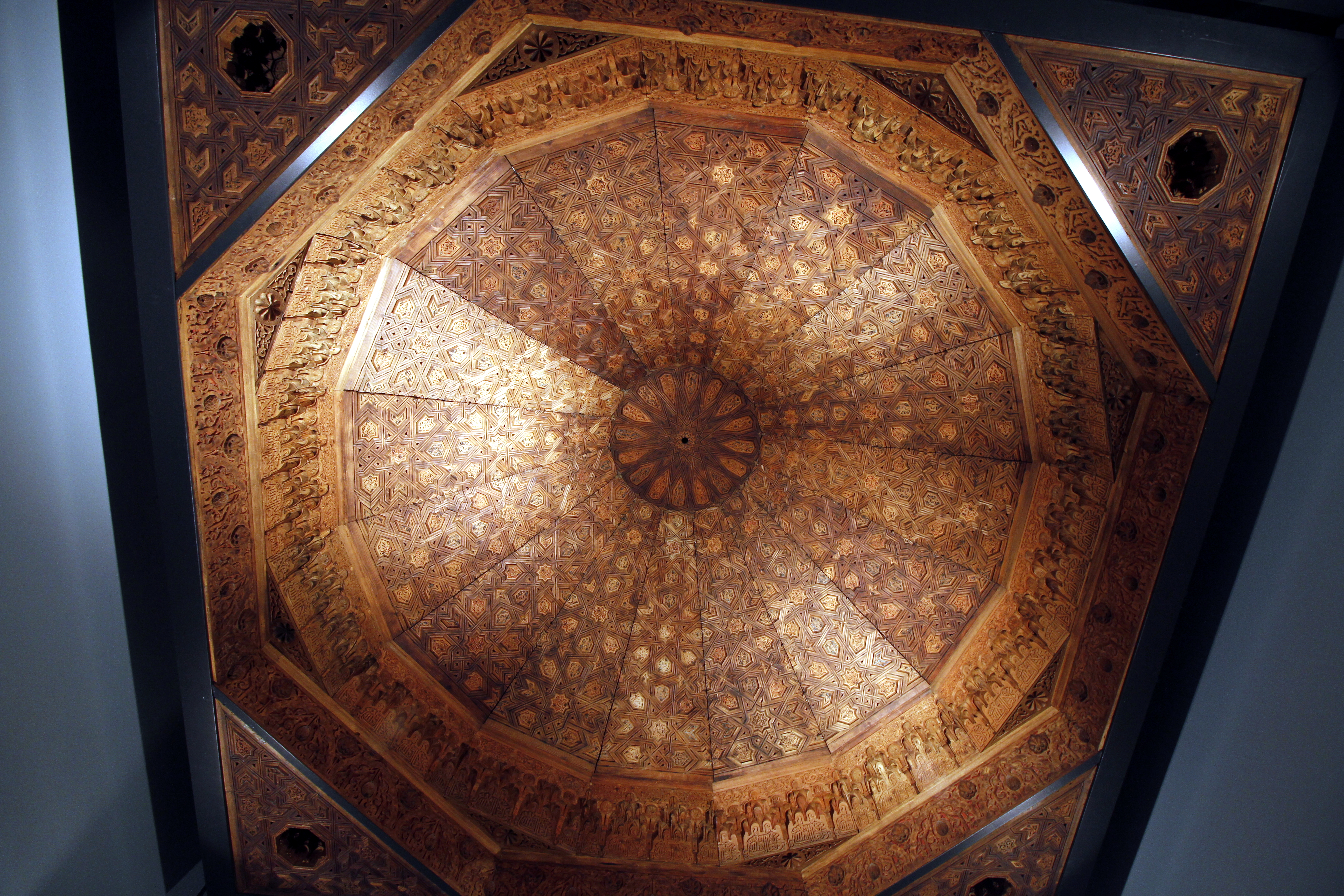
سقف از Torre de las Damas ( الحمرا )، ج. ۱۳۲۰
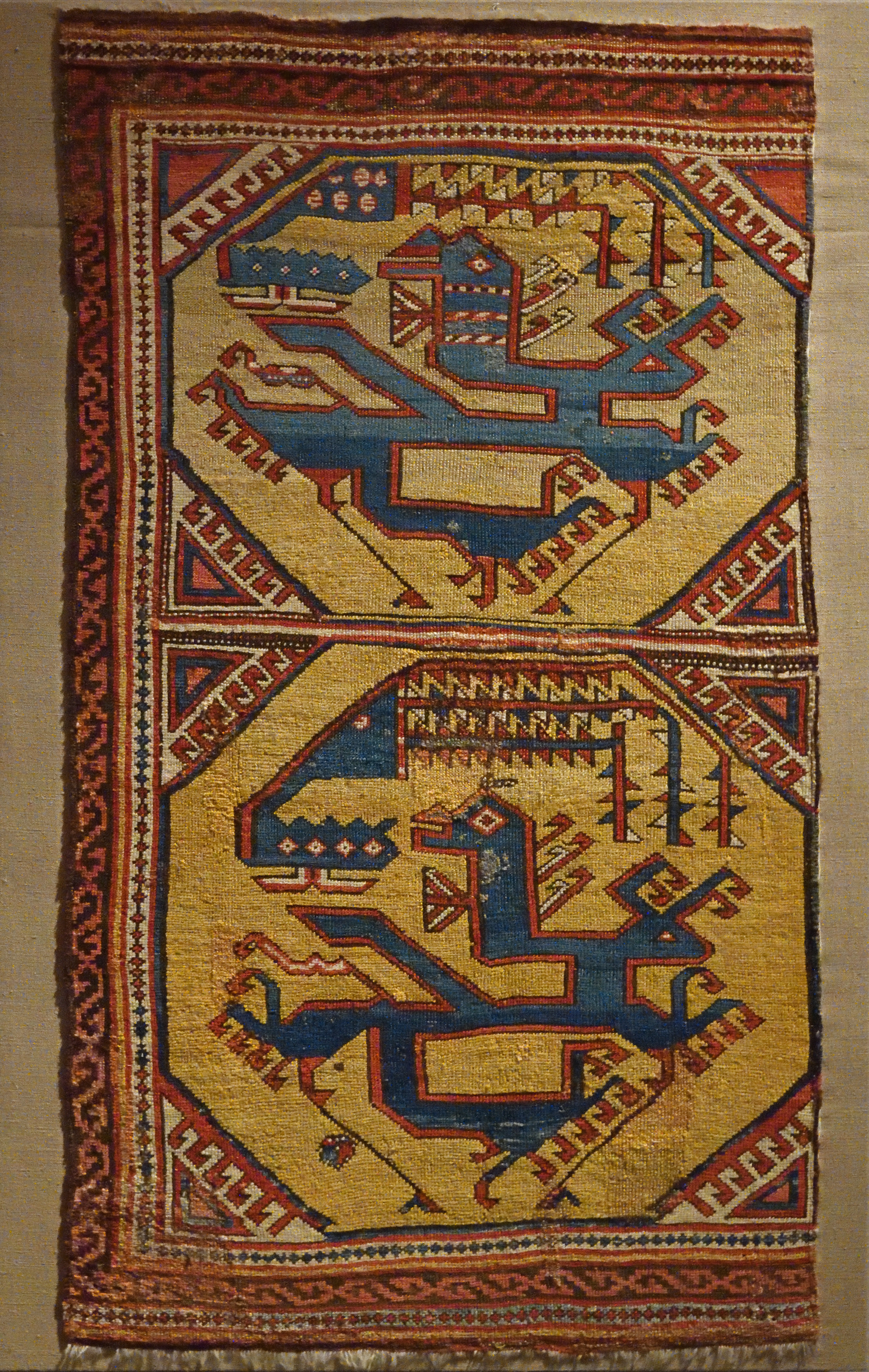
فرش اژدها-ققنوس، اواسط قرن پانزدهم - قرن شانزدهم
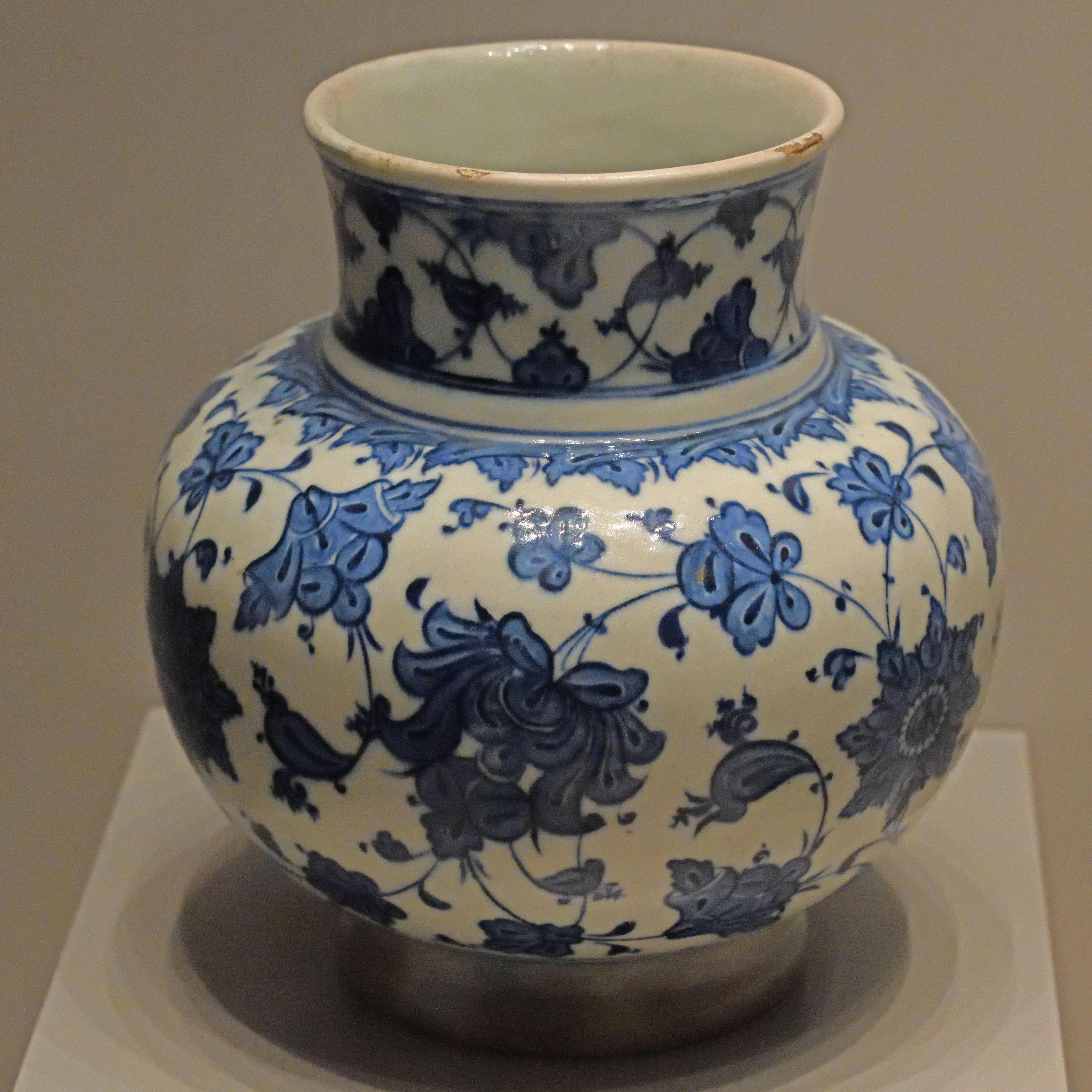
گلدان ( سفال ازنیک )، ربع اول قرن شانزدهم
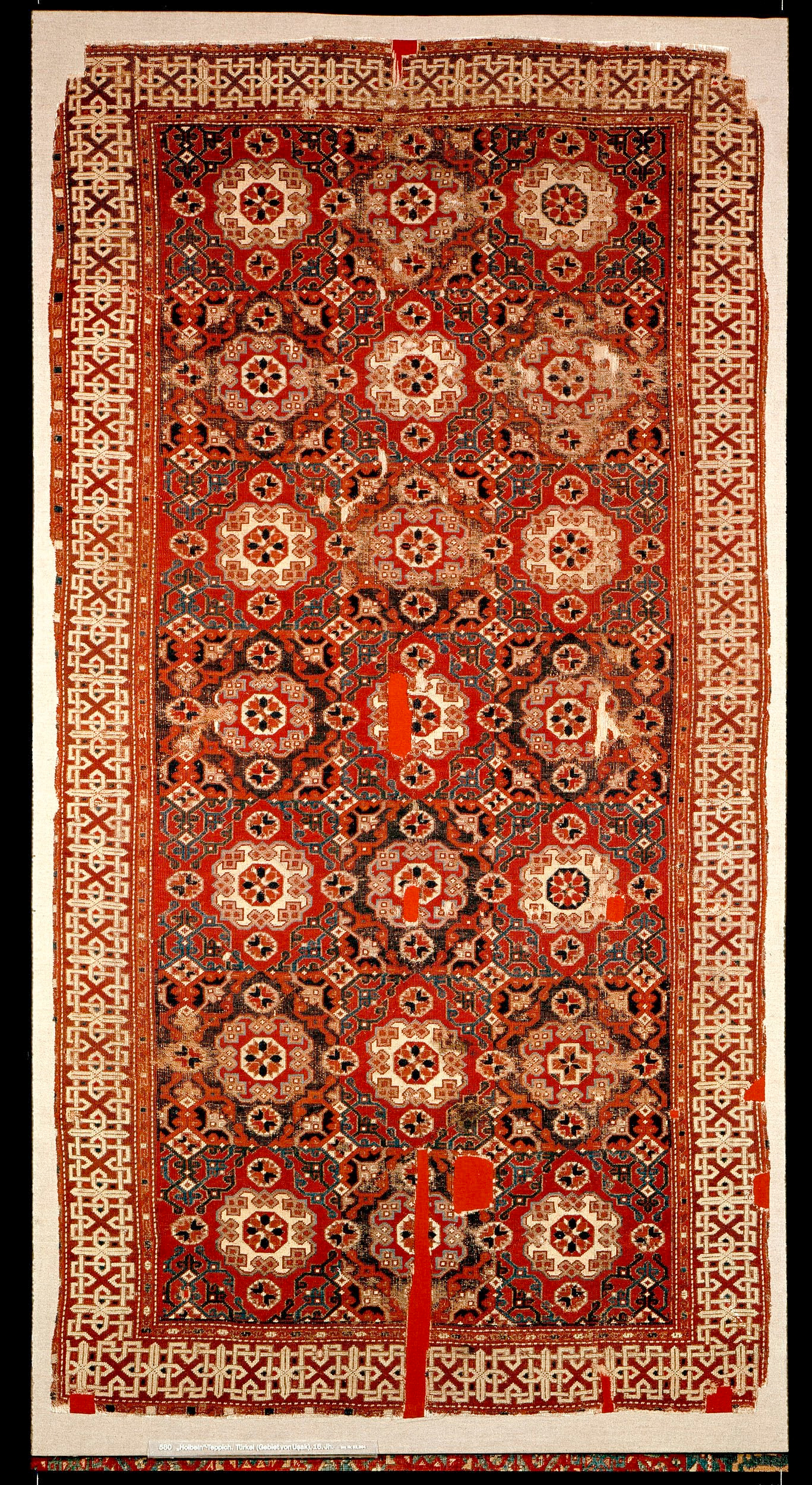
فرش کوچک هلبین ، قرن شانزدهم
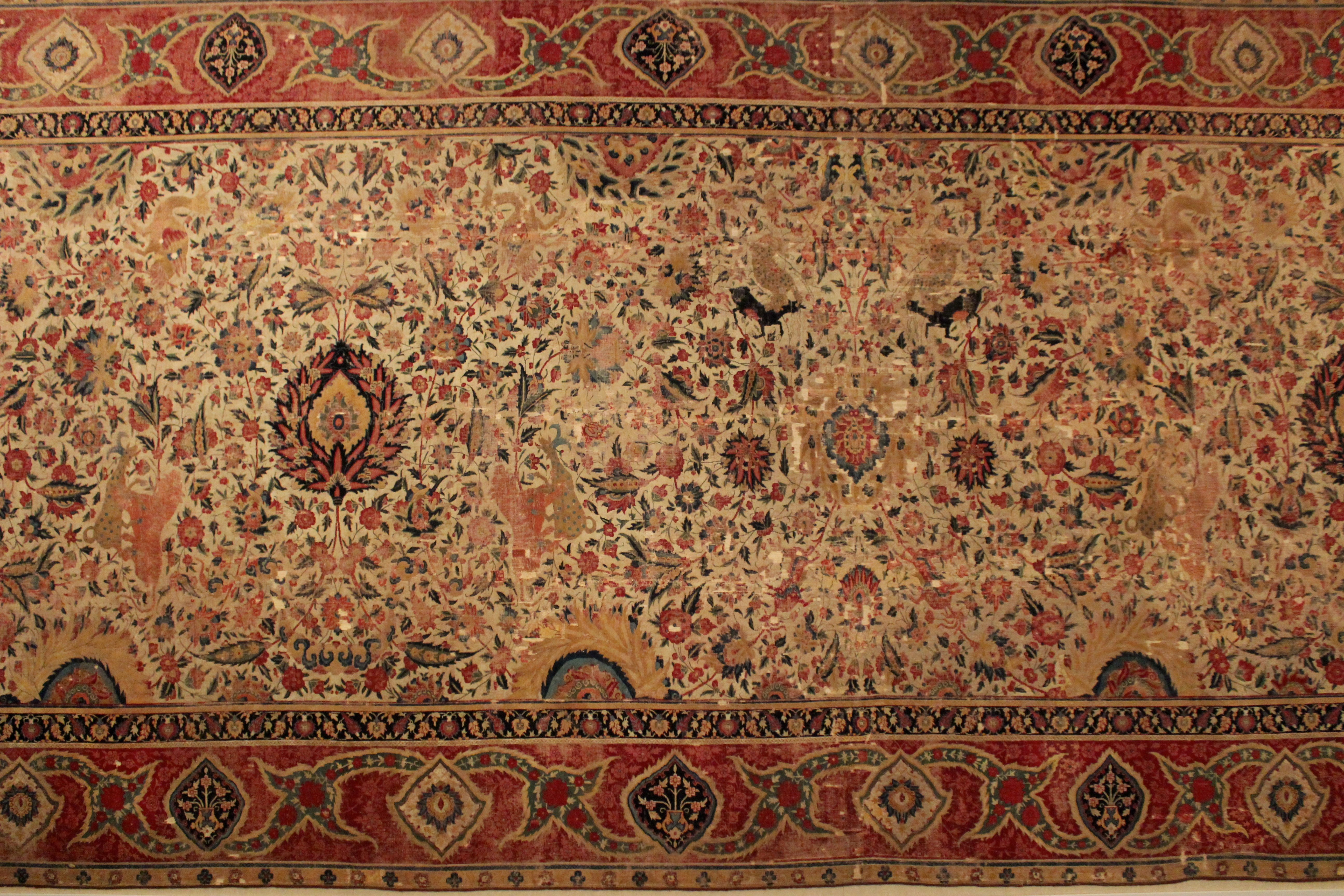
فرش پیچک مارپیچی مغول (جزئیات)، قرن ۱۶ - ۱۷
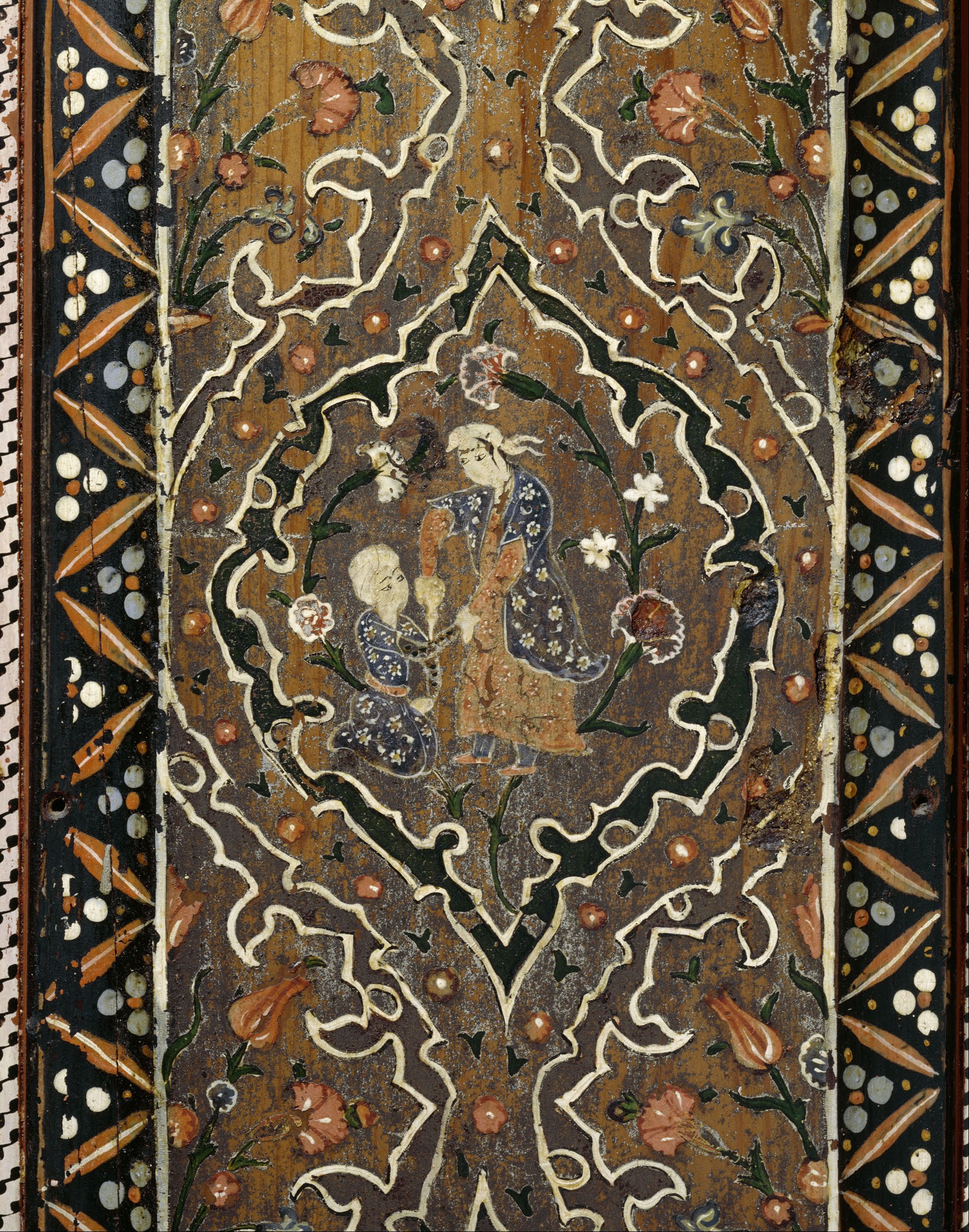
اتاق حلب، ۱۶۰۰ - ۱۶۰۳ (جزئیات)
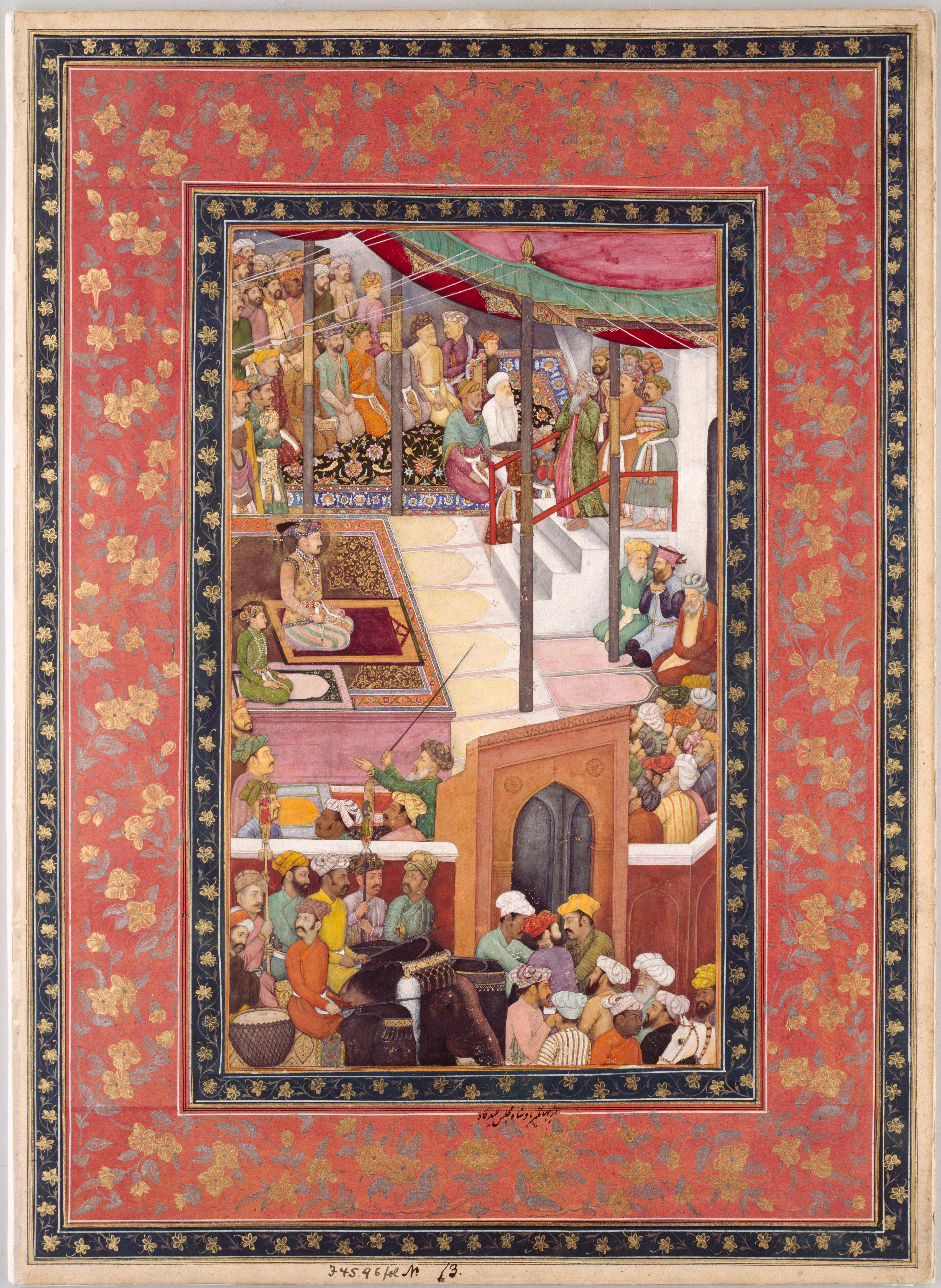
امپراتور جهانگیر در اجتماع عید فطر ۱۶۱۵-۱۶۲۵

## تاریخچه

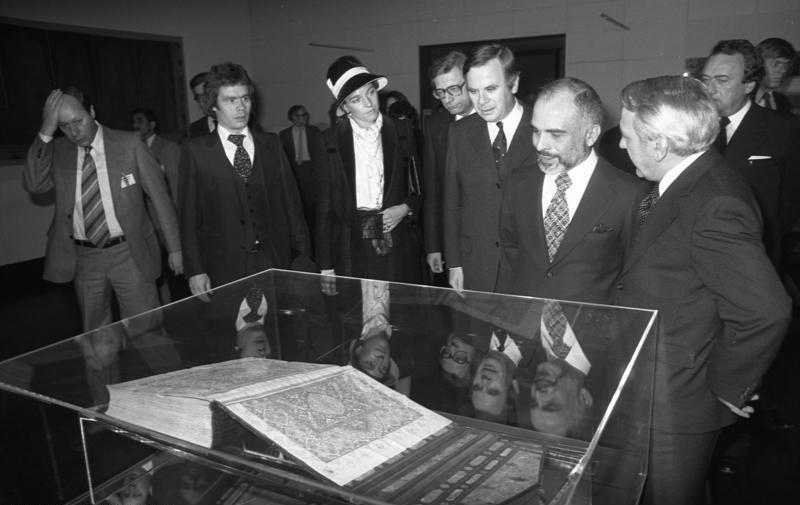
ملک حسین و ملکه نور در اطراف موزه هنرهای اسلامی در دهلم توسط مدیر کلاوس بریش (پیش زمینه سمت راست) به رهبری (۶ نوامبر، ۱۹۷۸)

این موزه در سال ۱۹۰۴ توسط ویلهلم فون بود به عنوان بخش اسلامی در قیصر-فریدریش-موزه ( موزه-بوده امروزی) تأسیس شد و در ابتدا توسط فردریش ساره به عنوان مدیر افتخاری تأسیس شد. این مناسبت اهدای نمای مشاته بود که از یک کاخ بیابانی ناتمام اموی واقع در جنوب امان توسط سلطان عبدالحمید دوم عثمانی به امپراتور ویلهلم سرچشمه می‌گیرد.  II. بخش‌هایی از قسمت شرقی نما و ویرانه‌های ساختاری که بخشی از آن را تشکیل می‌داد در اردن باقی مانده‌است. نما همراه با ۲۱ فرش اهدایی بود، اساس این مجموعه را تشکیل داد. در موزه جدید پرگامون، موزه به طبقه فوقانی بال جنوبی منتقل شد و در سال ۱۹۳۲ در آنجا افتتاح شد. به دلیل II. در جنگ جهانی، نمایشگاه در سال ۱۹۳۹ بسته شد.
با وجود برداشتن آثار هنری و ایمن‌سازی اشیاء باقی مانده در موزه پرگامون، این مجموعه متحمل آسیب و خسارت شد. اصابت یک بمب یکی از برج‌های دروازه نمای مشاتا را ویران کرد و یک بمب آتش زا تمام یا بخشی از فرش‌های ارزشمندی را که در یک طاق در ضرابخانه قرار داشت سوزاند. در سال ۱۹۵۴ این مجموعه به عنوان موزه اسلامی در موزه پرگامون بازگشایی شد. دارایی‌هایی که به مناطق اشغالی غرب منتقل شده بود به موزه دهلم بازگردانده شد و در سال ۱۹۵۴ نیز برای اولین بار پس از جنگ به نمایش گذاشته شد. از سال ۱۹۶۸ تا ۱۹۷۰، نمایشگاهی در کاخ شارلوتنبورگ برگزار شد. در سال ۱۳۵۰ نمایشگاه دائمی موزه هنرهای اسلامی در ساختمان جدیدی در مجموعه موزه دهلم افتتاح شد.
در سال ۱۹۵۸، موزه اسلامی در موزه پرگامون در موزهسینسل بیشتر آثار هنری که از سال ۱۹۴۵ تا ۱۹۴۶ به اتحاد جماهیر شوروی منتقل شده بود را به عنوان آثار غارت شده دریافت کرد. با مرمت سایر اشیای مهم مجموعه، امکان بازگشایی تمام اتاق‌های نمایشگاه تا سال ۱۹۶۷ برای عموم فراهم شد. بر اساس معاهده اتحاد، این دو موزه در سال ۱۹۹۲ تحت عنوان موزه هنر اسلامی به صورت سازمانی ادغام شدند. در سایت دهلم، نمایشگاه در سال ۱۹۹۸ بسته شد. یک نمایشگاه دائمی جدید طراحی شده در طبقه فوقانی بال جنوبی در موزه پرگامون در سال ۲۰۰۰ افتتاح شد.

### مدیران
تاریخچه این مجموعه به‌طور قابل توجهی توسط روسا و مدیران مربوطه شکل گرفت که به‌طور همزمان بر توسعه تاریخ هنر اسلامی در آلمان تأثیر گذاشتند.
| ویلهلم فون بود  | ویلهلم فون بود  | ۱۹۰۴–۱۹۲۱                    | ۱۹۰۴–۱۹۲۱                                        |
| فردریش سار      | فردریش سار      | ۱۹۲۱–۱۹۳۱                    | ۱۹۲۱–۱۹۳۱                                        |
| ارنست کونل      | ارنست کونل      | ۱۹۳۱–۱۹۵۱                    | ۱۹۳۱–۱۹۵۱                                        |
| دهلم            | دهلم            | جزیره موزه                   | جزیره موزه                                       |
| کرت اردمن       | ۱۹۵۸–۱۹۶۴       | ولفگانگ دودزوس               | ۱۹۵۹–۱۹۶۵ مدیر موزه اسلامی                       |
| کلاوس بریش      | ۱۹۶۶–۱۹۸۸       | فولکمار اندرلین              | ۱۹۶۵–۱۹۷۱ بازیگر بازیگر، 1971-1978 amt. کارگردان |
| مایکل ماینکه    | ۱۹۸۸–۱۹۹۱       | فولکمار اندرلین              | ۱۹۷۸–۱۹۹۱                                        |
| مایکل ماینکه    | مایکل ماینکه    | ۱۹۹۲–۱۹۹۵                    | ۱۹۹۲–۱۹۹۵                                        |
| فولکمار اندرلین | فولکمار اندرلین | ۱۹۹۵–۲۰۰۱                    | ۱۹۹۵–۲۰۰۱                                        |
| کلاوس-پیتر هاس  | کلاوس-پیتر هاس  | ۱ دسامبر ۲۰۰۱–۳۱ ژانویه ۲۰۰۹ | ۱ دسامبر ۲۰۰۱–۳۱ ژانویه ۲۰۰۹                     |
| استفان وبر      | استفان وبر      | از ۱ فوریه ۲۰۰۹              | از ۱ فوریه ۲۰۰۹                                  |

## نمایشگاه‌ها

### نمایشگاه‌های دائمی
- از سال ۲۰۰۰: فرهنگ‌های اسلامی[۹]
- از سال ۲۰۱۶: روابط فرافرهنگی، زندگینامه جهانی - هنر اسلامی؟[۱۰]

### نمایشگاه‌های ویژه
2013
- سامرا - مرکز جهان

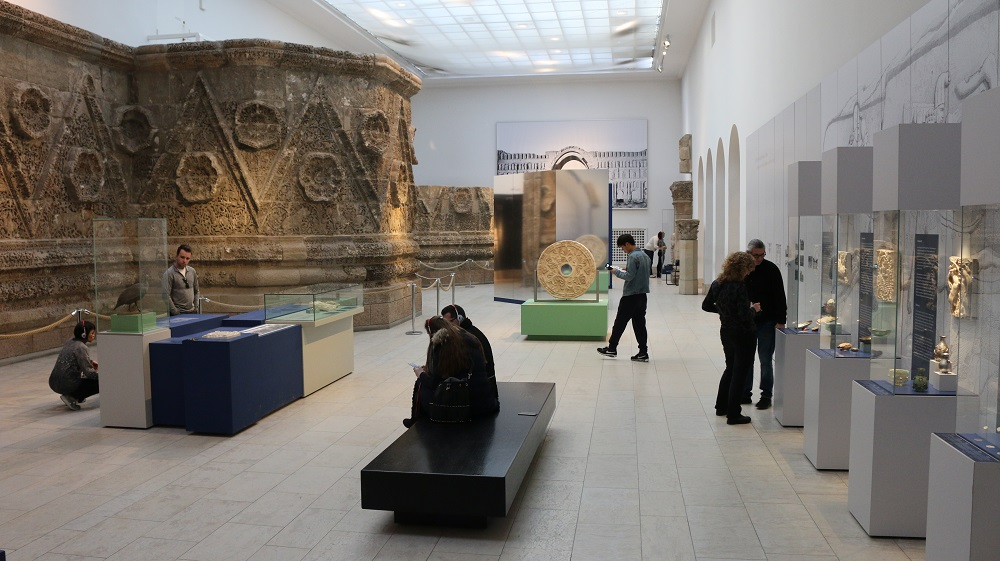
نمایشگاه ویژه میراث پادشاهان باستان. تیسفون و منابع فارسی هنر اسلامی (۲۰۱۶–۲۰۱۷)

- شاهکارهایی از نقاشی‌های سرالیو از آلبوم‌های چسبی هاینریش فردریش فون دیز
- برای بسیاری مقرون به صرفه است. پارچه‌های چاپ شده از مقبره‌های مصری.
- زینت و زبان: صحافی کتاب از جهان اسلام.

2014
- افراط و مستی. شراب، تنباکو و مواد مخدر در نقاشی‌های هندی.
- غرور و اشتیاق. بازنمایی مردان در دوره مغول.
- Mshatta در فوکوس. قلعه صحرای اردن در عکس‌های تاریخی.

2015
- پیک نیک در پارک باغ‌ها در نقاشی مینیاتور اسلامی
- عاطفی – اخبار افغانستان.
- چگونه هنر اسلامی به برلین آمد؟ مجموعه دار و مدیر موزه فردریش ساره

2016
- سیاحان عرفانی: صوفیان، زاهدان و رجال مقدس.
- خواندن کلمات – احساس کلمات مقدمه ای بر قرآن در مجموعه‌های برلین.
- در مقابل سوریه. عکس‌های محمد الرومی
- میراث پادشاهان باستان. تیسفون و منابع فارسی هنر اسلامی.

2017
- ایران. طلوع مدرنیته.
- شگفتی وفادار - سنت‌های کتاب مقدس در جهان اسلام.
- دنج: فرش در نقاشی‌های مینیاتوری هندی.

2018
- نشسته | توقف. نصبی توسط Felekşan Onar.
- کپی و تسلط.
- گالری در کتاب دفترچه‌های اسلامی
- هنر نوار
- با حس نسبت. شاهکارهای معماری در یمن

## کتابشناسی - فهرست کتب
- موزه فور اسلامی کونست (Hrsg.): Museum für Islamische Kunst. von Zabern, Mainz am Rhein 2001, ISBN 3-8053-2681-5.
- موزه‌های دولتی برلین اموال فرهنگی پروس: موزه هنر اسلامی. von Zabern, Mainz am Rhein 2003, ISBN 3-8053-3261-0.
- ینس کروگر، دزیره هایدن (Hrsg.): Islamische Kunst در Berliner Sammlungen. 100 موزه Jahre für Islamische Kunst در برلین. پارتاس، برلین ۲۰۰۴، ISBN 3-86601-435-X.
- Jens Kröger: <i id="mwAZw">Das Berliner Museum für Islamische Kunst als Forschungsinstitution der Islamischen Kunst im 20.</i> <i id="mwAZw">جهرهوندرت</i> . (PDF؛ ۶۹۲ کیلوبایت). در: XXX. Deutscher Orientalistentag، فرایبورگ، ۲۴. -۲۸. سپتامبر 2007. Ausgewählte Vorträge, herausgegeben im Auftrag der DMG von Rainer Brunner, Jens Peter Laut und Maurus Reinkowski. 2009.ISSN 1866-2943
- Stefan Weber: Zwischen Spätantike und Moderne: Zur Neukonzeption des Museums für Islamische Kunst im Pergamonmuseum . در: Jahrbuch Preußischer Kulturbesitz, Band XLVIII (2014), S. 226–257.
- استفان وبر: Über uns und die anderen: Museen und kulturelle Bildung in der Islamdebatte . در: Jahrbuch Preußischer Kulturbesitz XLIX (2015)، S. 88–109.
- استفان وبر: Jeder kann Aleppo lieben . در: نشنال جئوگرافیک، نوامبر (۲۰۱۶)، S. 28–32 (پروژه آرشیو میراث سوریه)
- استفان وبر: Kampf um und gegen Kulturgüter im Nahen Osten – Das Fallbeispiel Syrien . در: BMVg.de: Der Reader Sicherheitspolitik، آگوست (۲۰۱۶)، S. 1-12 (پروژه بایگانی میراث سوریه)
- استفان وبر: مولتاکا: موزه به عنوان نقطه ملاقات. پناهندگان به عنوان راهنما در موزه‌های برلین / Multaka: il museo come punto di incontro. I rifugiati come guide nei musei berlinesi . در: باستان‌شناسی و من، نگاهی به باستان‌شناسی در اروپای معاصر / Pensare l'archeologia nell'Europa contemporana. بولونیا (۲۰۱۶)، S. 142–45.